# 1340-1349
De jaren 1340-1349 (van de christelijke jaartelling) zijn een decennium in de 14e eeuw.

## Belangrijke gebeurtenissen

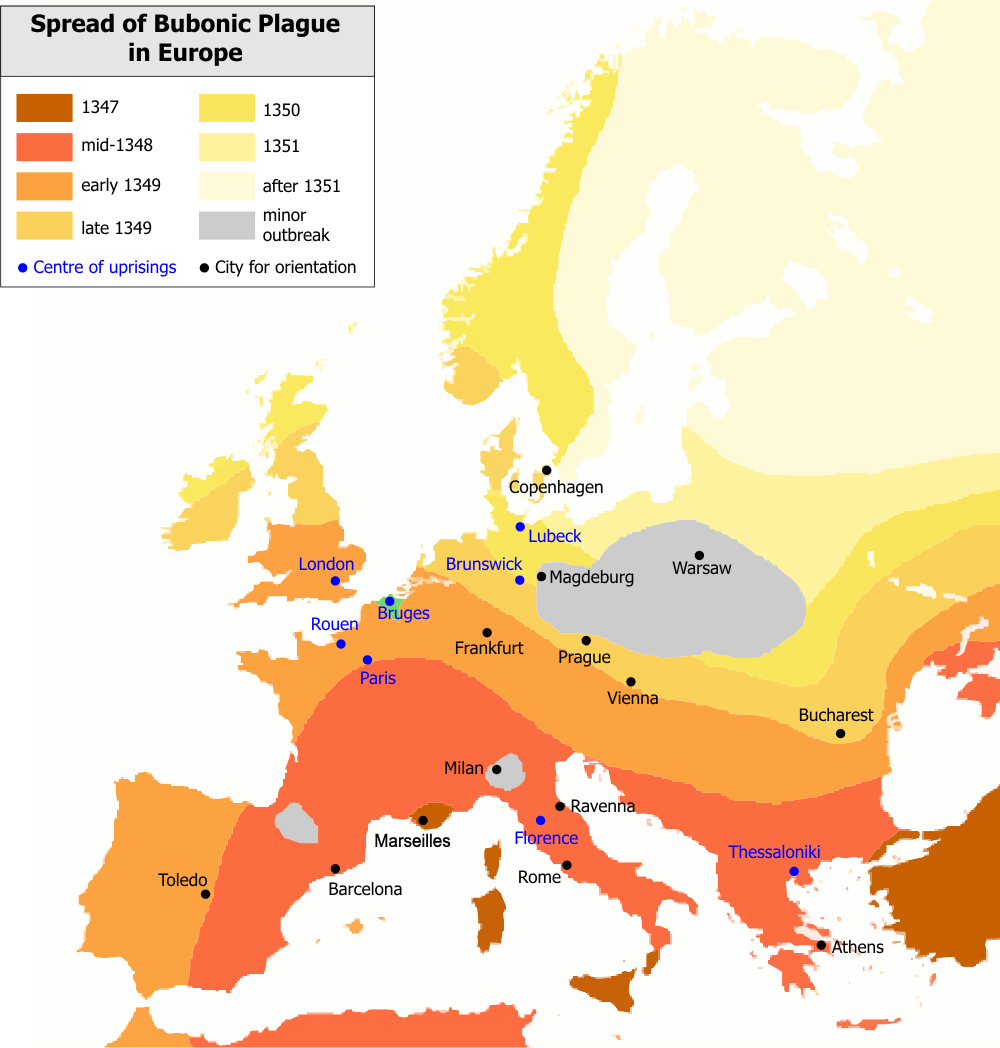
De Zwarte Dood in Europa

### Honderdjarige Oorlog
- 1340 : Slag bij Sluis. Zeeslag gewonnen door de Engelsen.
- 1340 : Beleg van Doornik. De Engelsen slagen er niet in de stad te veroveren.
- 1340 : Vrede van Esplechin. Beide partijen ondertekenen een wapenstilstand.
- 1341 : Bretonse Successieoorlog. Jan van Montfort zoekt steun bij de Engelse koning.
- 1342 : Beleg van Vannes. De Engelsen bestoken de stad.
- 1343 : Vrede van Malestroit. Paus Clemens VI legt beide partijen een vrede op.
- 1345 : Jacob van Artevelde wordt vermoord.
- 1345 : Slag bij Auberoche. Overwinning voor de Engelsen.
- 1346 : Slag bij Crécy. Overwinning voor de Engelsen.
- 1346-1347 : Beleg van Calais. De Engelsen veroveren de stad.

### Zwarte Dood
- 1346 : De pandemie start in Centraal-Azië.
- 1347 : De pest kwam Europa binnen nadat een Genuees koopvaardijschip, komende uit de Zwarte Zeehaven Caffa (thans Feodosija), de haven van Messina op Sicilië binnenvoer met aan boord zieke zeelieden die zwarte gezwellen vertoonden ter grootte van een ei in de oksels en de liezen.
- 1348 : In Parijs vallen 50.000 doden, de helft van het aantal inwoners, op het hoogtepunt 800 per dag. In Florence, een stad met 100.000 inwoners, sterft bijna twee derde van de inwoners. De pest wordt door velen toegeschreven aan de joden, en er vinden dan ook veel pogroms plaats. In Brabant laat hertog Jan III alle vindbare joden in Brussel terechtstellen.

### Byzantijnse Rijk
- 1341 : Byzantijnse Burgeroorlog (1341-1347). Keizer Andronikos III sterft, zijn zoon Johannes V is negen jaar oud. Er ontstaat een strijd over het regentschap tussen Johannes Kantakouzenos, de raadgever van de vorige keizer, en zijn weduwe Anna van Savoye.
- 1345 : Door de hulp in te roepen van de Ottomaanse Turken slaagt Kantakouzenos er in Constantinopel binnen te trekken.
- 1347 : De burgeroorlog wordt beëindigd met een huwelijk tussen Helena Kantakouzene, een dochter van Kantakouzene, en Johannes V. Ook wordt overeengekomen dat Johannes V, medekeizer wordt.

### Heilig Roomse Rijk
- 1340 : Het Hertogdom Beieren wordt herenigd, maar in 1349 terug opgesplitst.
- Bouw aan het Piazza del Campo in Sienna van de Torre del Mangia.
- 1345 : Willem IV van Holland sterft kinderloos. Zijn graafschappen gaan over naar zijn zus Margaretha van Beieren, die getrouwd is met Keizer Lodewijk de Beier.
- 1346 : Paus Clemens VI doet Keizer Lodewijk de Beier in de ban, de keurvorsten kiezen Karel van Luxemburg tot tegenkoning.
- 1347 : Keizer Lodewijk de Beier sterft.
- 1349 : Koning Filips VI van Frankrijk koopt voor zijn kleinzoon Karel V van Frankrijk, het graafschap Dauphiné.

### Varia
- Vanaf 1343 valt het koninkrijk Majorca weer onder Peter IV van Aragón. Op het vasteland wordt door Jacobus III van Majorca nog strijd geleverd maar hij geeft zich uiteindelijk in 1344 over. In 1347 komen de Majorcanen opnieuw in opstand, gesteund door Genua.
- De Marokkaanse ontdekkingsreiziger Ibn Battuta bezoekt Malabar, Ceylon en Bengalen voor hij uiteindelijk via Sumatra en Cambodja, Zayton (thans Quanzhou) bereikt (circa 1346). Hij beweert ook via het Grote Kanaal naar Cambaluc (Peking) gereisd te zijn, maar dit deel van de reis wordt door moderne historici als verzonnen beschouwd. Via Calicut, Hormuz, Bagdad, en Caïro, bereikt hij voor de vierde maal Mekka. Daarna keert hij, met nog een bezoek aan Sardinië, terug naar Marokko, waar hij aankomt in 1349, bijna 25 jaar na zijn vertrek.

## Belangrijke personen
- Schrijver Francesco Petrarca.
- Schrijver/Componist Guillaume de Machault.

<< · 1340 · 1341 · 1342 · 1343 · 1344 · 1345 · 1346 · 1347 · 1348 · 1349 · >>
<< · 1300-1309 · 1310-1319 · 1320-1329 · 1330-1339 · 1340-1349 · 1350-1359 · 1360-1369 · 1370-1379 · 1380-1389 · 1390-1399 · >>